# Хелена Сукова
Хелена Сукова (на чешки: Helena Suková) е чешка тенисистка, състезавала се за Чехословакия и впоследствие за Чехия.
В своята кариера тя печели 14 титли от всички турнири от Големия шлем – 9 на двойки жени и 5 на смесени двойки. Два пъти е финалистка на сингъл от Откритото първенство на Австралия и два пъти от Откритото първенство на САЩ.
Заедно с Яна Новотна са носителки на два сребърни олимпийски медала от Сеул 1988 и Атланта 1996 г.
С отбора на Чехословакия печели четири пъти Фед Къп (1983, 1984, 1985 и 1988), а с Милослав Мечирж – Хопман Къп през 1989 г.

## Биография
Сукова е родена в семейство на тенисисти, майка ѝ Вера Пужейова-Сукова е финалистка на сингъл от Уимбълдън през 1962 г., а баща ѝ Сирил Сук ІІ е президент на Чехословашката тенис федерация. Нейният брат Сирил Сук ІІІ също е успешен професионален тенисист. Заедно с него печели три титли от големия шлем при смесените двойки, веднъж на Ролан Гарос и два пъти на Уимбълдън.

## Успехи

### Загубени финали в турнири от Големия шлем (4)
| Година | Турнир                              | Съперник            | Резултат               |
| 1984   | Открито първенство на Австралия     | Крис Евърт          | 7 – 6(4), 3 – 6, 1 – 6 |
| 1986   | Открито първенство на САЩ           | Мартина Навратилова | 3 – 6, 2 – 6           |
| 1989   | Открито първенство на Австралия (2) | Щефи Граф           | 4 – 6, 4 – 6           |
| 1993   | Открито първенство на САЩ (2)       | Щефи Граф           | 3 – 6, 3 – 6           |

### Титли на двойки в турнири от Големия шлем (9)
| Година | Турнир                              | Партньор              | Съперници                       | Резултат            |
| 1985   | Открито първенство на САЩ           | Клаудия Коде-Килш     | Мартина Навратилова Пам Шрайвър | 6 – 7, 6 – 2, 6 – 3 |
| 1987   | Уимбълдън                           | Клаудия Коде-Килш     | Бетси Нагелсен Елизабет Смайли  | 7 – 5, 7 – 5        |
| 1989   | Уимбълдън (2)                       | Яна Новотна           | Лариса Нейланд Наташа Зверева   | 6 – 1, 6 – 2        |
| 1990   | Открито първенство на Австралия     | Яна Новотна           | Пати Фендик Мери Джо Фернандес  | 7 – 6, 7 – 6        |
| 1990   | Ролан Гарос                         | Яна Новотна           | Лариса Нейланд Наташа Зверева   | 6 – 4, 7 – 5        |
| 1990   | Уимбълдън (3)                       | Яна Новотна           | Кати Джордан Елизабет Смайли    | 6 – 4, 6 – 0        |
| 1992   | Открито първенство на Австралия (2) | Аранча Санчес Викарио | Мери Джо Фернандес Зина Гарисън | 6 – 4, 7 – 6        |
| 1993   | Открито първенство на САЩ (2)       | Аранча Санчес Викарио | Аманда Кьотцер Инес Горочатеги  | 6 – 4, 6 – 2        |
| 1996   | Уимбълдън (4)                       | Мартина Хингис        | Мередит Макграт Лариса Нейланд  | 5 – 7, 7 – 5, 6 – 1 |

### Загубени финали на двойки в турнири от Големия шлем (5)
| Година | Турнир                              | Партньор          | Съперници                            | Резултат            |
| 1984   | Открито първенство на Австралия     | Клаудия Коде-Килш | Мартина Навратилова Пам Шрайвър      | 6 – 3, 6 – 4        |
| 1985   | Ролан Гарос                         | Клаудия Коде-Килш | Мартина Навратилова Пам Шрайвър      | 4 – 6, 6 – 2, 6 – 2 |
| 1985   | Открито първенство на Австралия (2) | Клаудия Коде-Килш | Мартина Навратилова Пам Шрайвър      | 6 – 3, 6 – 4        |
| 1988   | Ролан Гарос (2)                     | Клаудия Коде-Килш | Мартина Навратилова Пам Шрайвър      | 6 – 2, 7 – 5        |
| 1990   | Открито първенство на САЩ           | Яна Новотна       | Джиджи Фернандес Мартина Навратилова | 6 – 2, 6 – 4        |

### Титли на смесени двойки в турнири от Големия шлем (5)
| Година | Турнир                    | Партньор     | Съперници                        | Резултат            |
| 1991   | Ролан Гарос               | Сирил Сук    | Каролин Вис Пол Хаархуйс         | 3 – 6, 6 – 4, 6 – 1 |
| 1993   | Открито първенство на САЩ | Тод Уудбридж | Мартина Навратилова Марк Уудфорд | 6 – 3, 7 – 6        |
| 1994   | Уимбълдън                 | Тод Уудбридж | Лори Макнийл Т.Дж. Мидълтън      | 3 – 6, 7 – 5, 6 – 3 |
| 1996   | Уимбълдън (2)             | Сирил Сук    | Лариса Нейланд Марк Уудфорд      | 1 – 6, 6 – 3, 6 – 2 |
| 1997   | Уимбълдън (3)             | Сирил Сук    | Лариса Нейланд Андрей Олховски   | 4 – 6, 6 – 3, 6 – 4 |

### Загубени финали на смесени двойки в турнири от Големия шлем (3)
| Година | Турнир                              | Партньор     | Съперници                      | Резултат            |
| 1992   | Открито първенство на САЩ           | Том Нийсен   | Никол Провис Марк Уудфорд      | 4 – 6, 6 – 3, 6 – 3 |
| 1994   | Открито първенство на Австралия     | Тод Уудбридж | Лариса Нейланд Андрей Олховски | 7 – 5, 6 – 7, 6 – 2 |
| 1998   | Открито първенство на Австралия (2) | Сирил Сук    | Винъс Уилямс Джъстин Гимълстоб | 6 – 2, 6 – 1        |